# Frederic Sackrider Remington
Frederic Sackrider Remington (ur. 4 października 1861 w Canton w stanie Nowy Jork, zm. 26 grudnia 1909 w Ridgefield) – amerykański malarz, rzeźbiarz, pisarz, specjalizujący się w przedstawianiu scen z Dzikiego Zachodu.

## Rodzina i dzieciństwo
Jego rodzicami byli Seth Pierre Remington (1830–1880) i Clara Bascomb Sackrider, których przodkowie w 1637 przybyli do Ameryki z Anglii. Z Remingtonami spokrewniony był malarz portrecista George Catlin.
Seth Pierre Remington służył przez cztery lata w stopniu pułkownika podczas wojny secesyjnej, po której przeniósł się z rodziną do Bloomington w stanie Illinois. Tam otrzymał posadę redaktora republikańskiego czasopisma „Republican”. W 1867 rodzina powróciła do Canton, a następnie, gdy Remington miał jedenaście lat, do Ogdensburga w stanie Nowy Jork. Tam przyszły artysta uczęszczał do szkoły wojskowej Vermont Episcopal Institute, gdzie otrzymał pierwsze lekcje rysunku. Zaczął malować karykatury kolegów szkolnych i ich portrety. W wieku szesnastu lat wyraził chęć zostania dziennikarzem, a zainteresowania sztuką miały być jego dodatkowym hobby.
Po skończeniu szkoły dostał się na Uniwersytet Yale, na wydział sztuki. Na uczelni malował karykatury sportowców. Jego pierwszą opublikowaną pracą była karykatura piłkarza z obandażowaną nogą, zamieszczona w studenckim czasopiśmie „Yale Courant”.

## Kariera dziennikarska

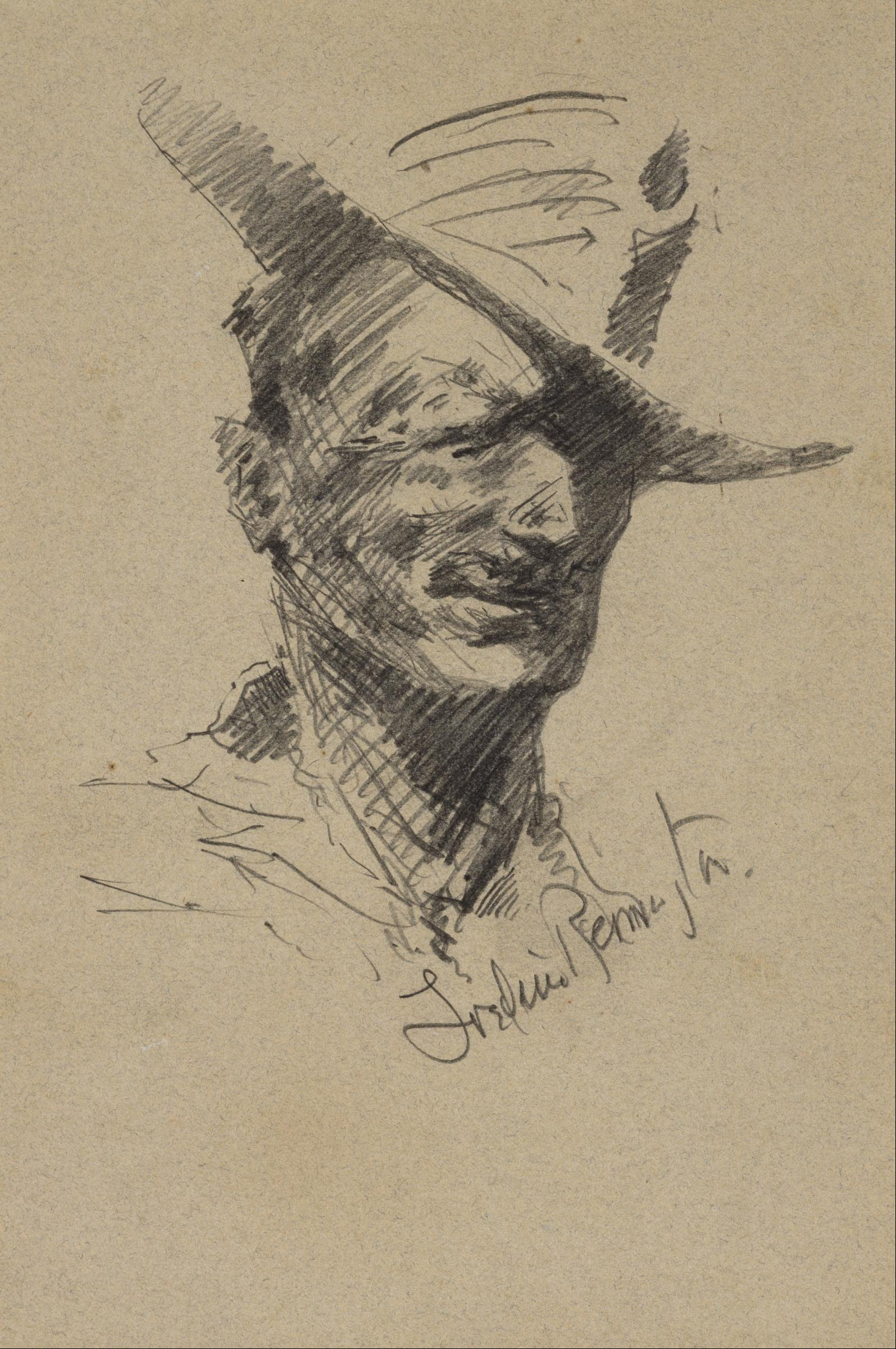
Autoportret, rysunek ołówkiem

W 1879, z powodu ciężkiej choroby ojca (który zmarł rok później), opuścił Uniwersytet Yale. W wieku dziewiętnastu lat po raz pierwszy udał się na Dziki Zachód, do Montany. Został właścicielem rancza, ale nie odpowiadało mu trudne życie farmera. Po roku sprzedał ranczo i zajął się w rodzinnym mieście biznesem. W 1884 poślubił Evę Caten, powrócił do Kansas City, gdzie został właścicielem salonu. Młodej Caten nie odpowiadało życie żony właściciela salonu; po krótkim czasie zostawiła męża i powróciła do Ogdensburga. Remington zajął się na poważnie rysunkiem, a swoje prace zaczął sprzedawać. Gdy obrazy przynosiły odpowiedni dochód, postanowił powrócić do rodzinnych stron, związać się ponownie z żoną i wyjechać do Brooklynu. Rozpoczął studia w Art Students League w Nowym Jorku, dzięki czemu jego styl nabrał wyrazistości. Swoje prace począł publikować w „Collier’s” i „Harper’s Weekly”.
W 1886 Remington wyjechał do Arizony jako reporter czasopisma „Harper’s Weekly”; tam obserwował i relacjonował wojnę z indiańskim wodzem Geronimo. Podczas tej wyprawy wykonał wiele szkiców i zdjęć zabytków sztuki indiańskiej. Prace te posłużyły mu jako szkice do późniejszych obrazów. Przez kolejne lata współpracował również z pismem „Century Illustrated Magazine”, podróżował po zakątkach zachodniego pogranicza, wykonywał szkice które następnie wykorzystywał w pracach rzeźbiarskich i malarskich. Zajmował się pisarstwem i ilustrowaniem książek. W 1901 prezydent Theodore Roosevelt określił jego prace jako „najlepiej wyrażające ducha Ameryki”.
W 1891 otrzymał nagrodę Elected Associate przyznawane przez National Academy of Design.

### Remington jako inspiracja w filmie
Prace artysty inspirowały producentów westernów – na przykład jedna ze scen z filmu Dyliżans, w reżyserii Johna Forda, została zaczerpnięta z jego obrazu.
W 1991 amerykańska telewizja publiczna Public Broadcasting Service w ramach cyklu American Masters nakręciła film dokumentalny w konwencji westernu Frederic Remington: The Truth of Other Days w reżyserii Toma Neffa, opowiadający o życiu Remingtona.
W jego postać wcielił się też aktor Nick Chinlund w miniserialu Rough Riders. Akcja toczy się podczas wojny hiszpańsko-amerykańskiej, a Remington przedstawiony został jako korespondent wojenny. Ukazano również jego współpracę z amerykańskim magnatem prasowym Williamem Randolphem Hearstem.
Remingtona uważa się za twórcę postaci kowboja oraz kierunku artystycznego art movement. Był również inspiracją dla innych artystów m.in. Charles’a Mariona Russella i Charles’a Schreyvogela.

## Galeria wybranych prac

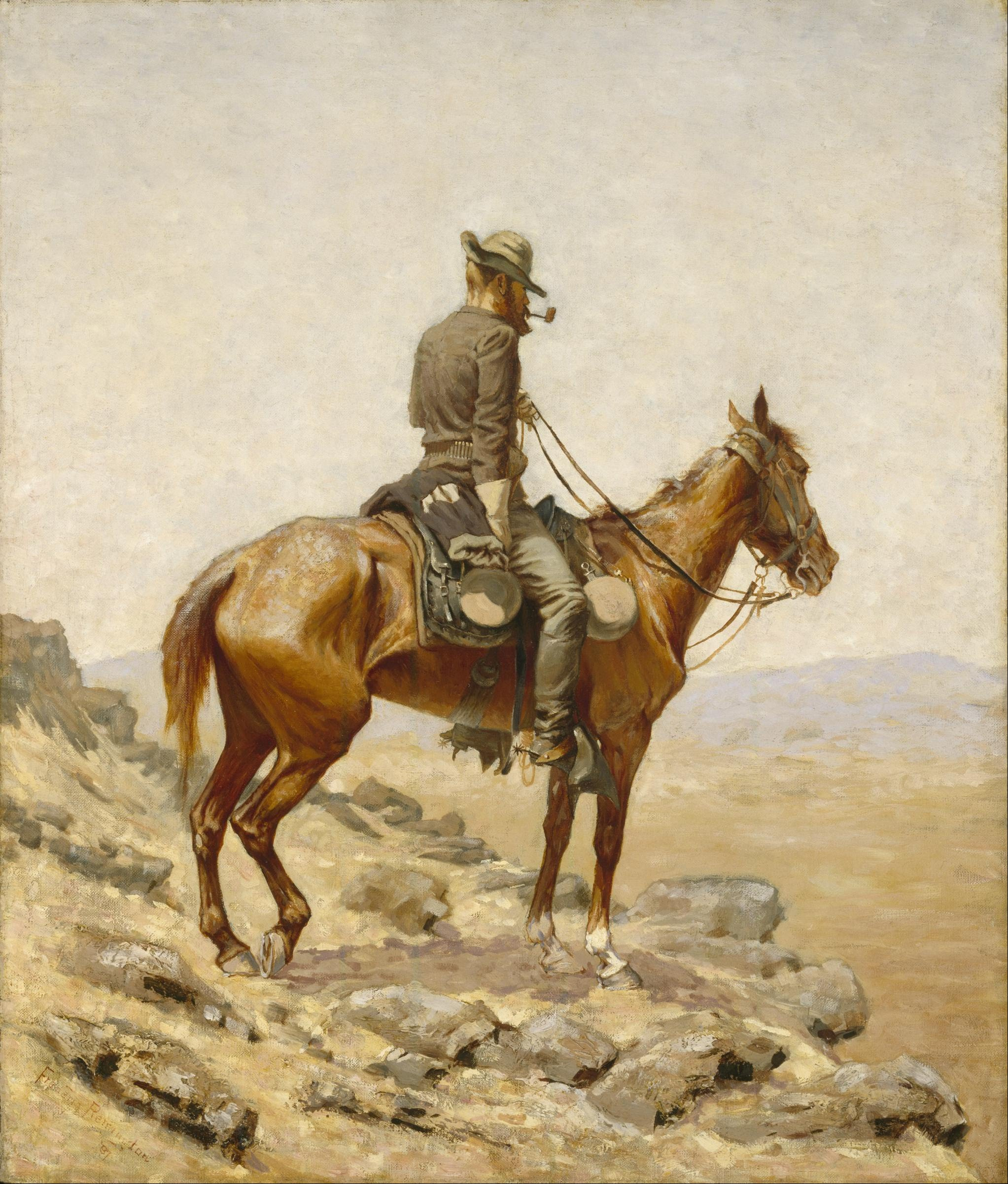
The Lookout, 1887, olej na płótnie
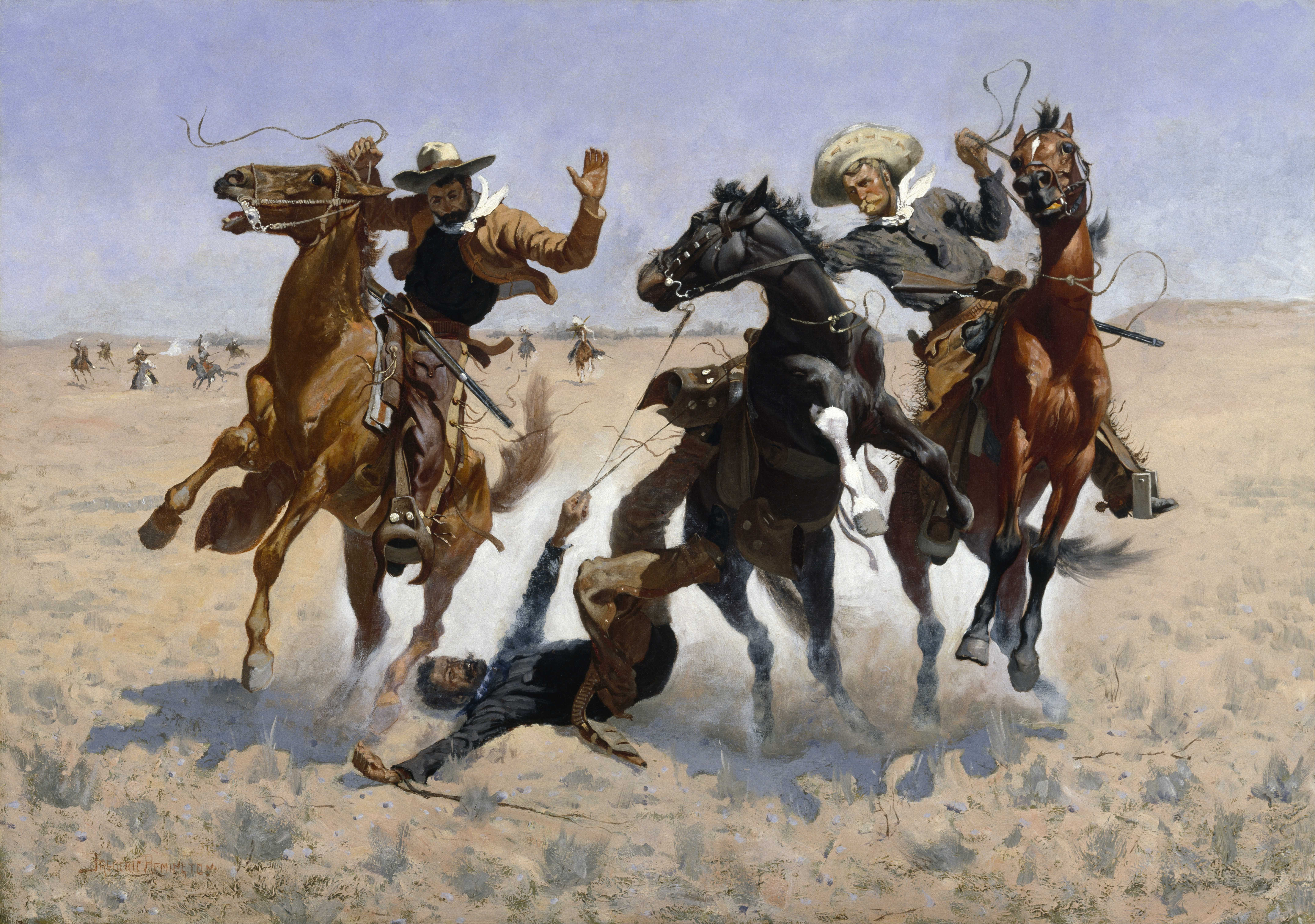
Aiding a Comrade, 1890, olej na płótnie
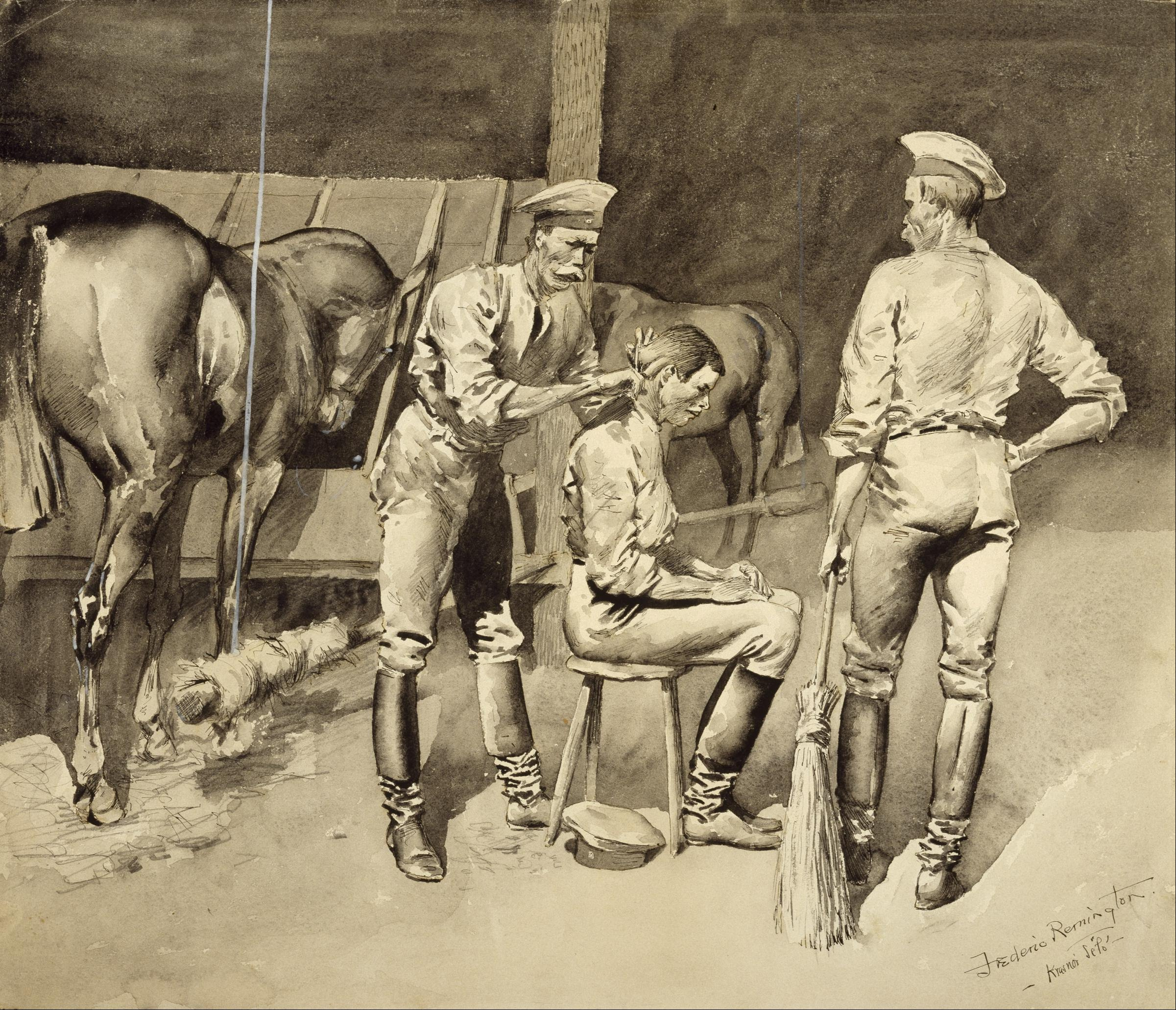
A Haircut in a Cavalry Stable, 1891, akwarela
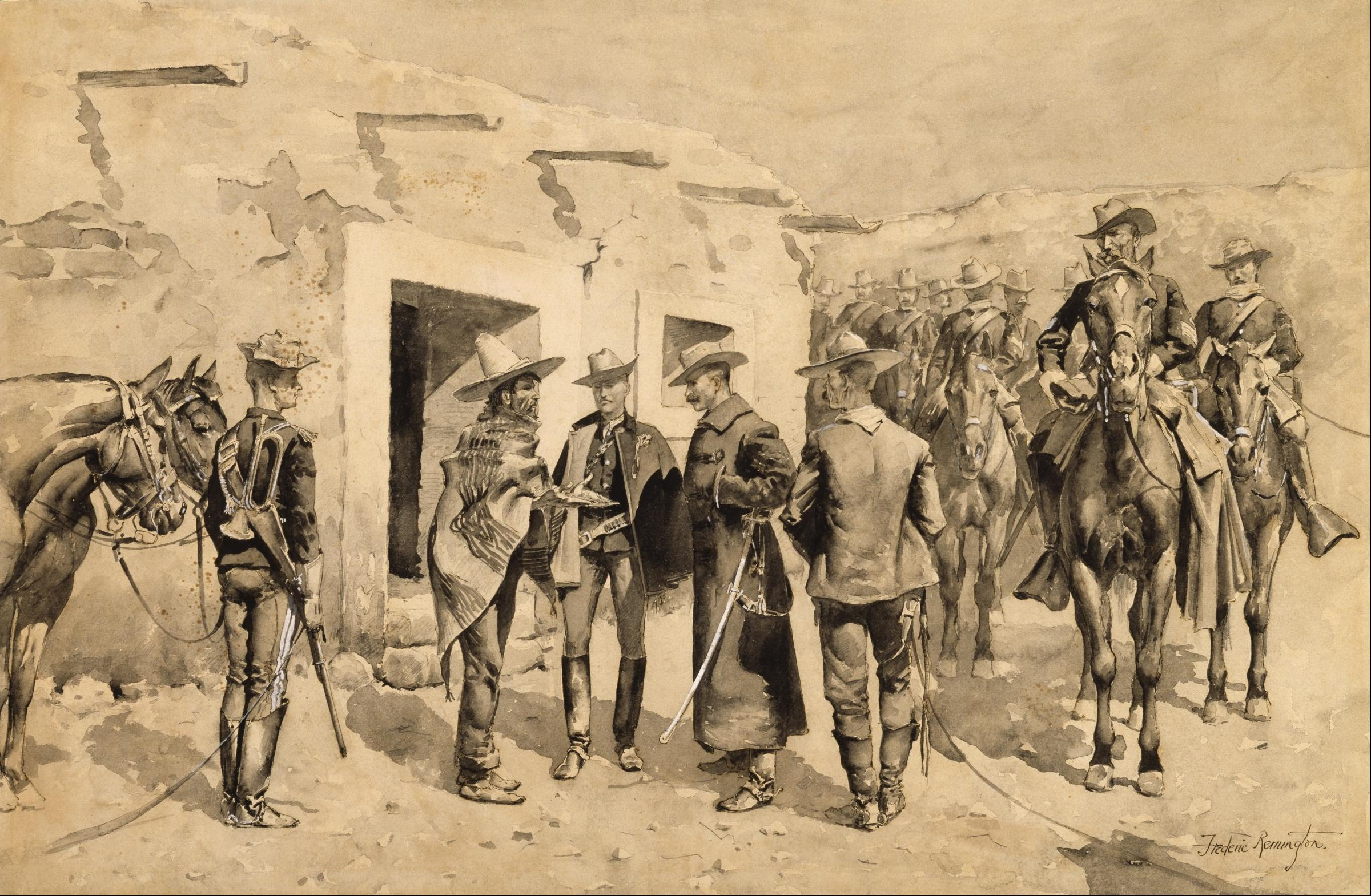
U. S. Cavalry Hunting Garza Men on the Rio Grande, 1894, akwarela
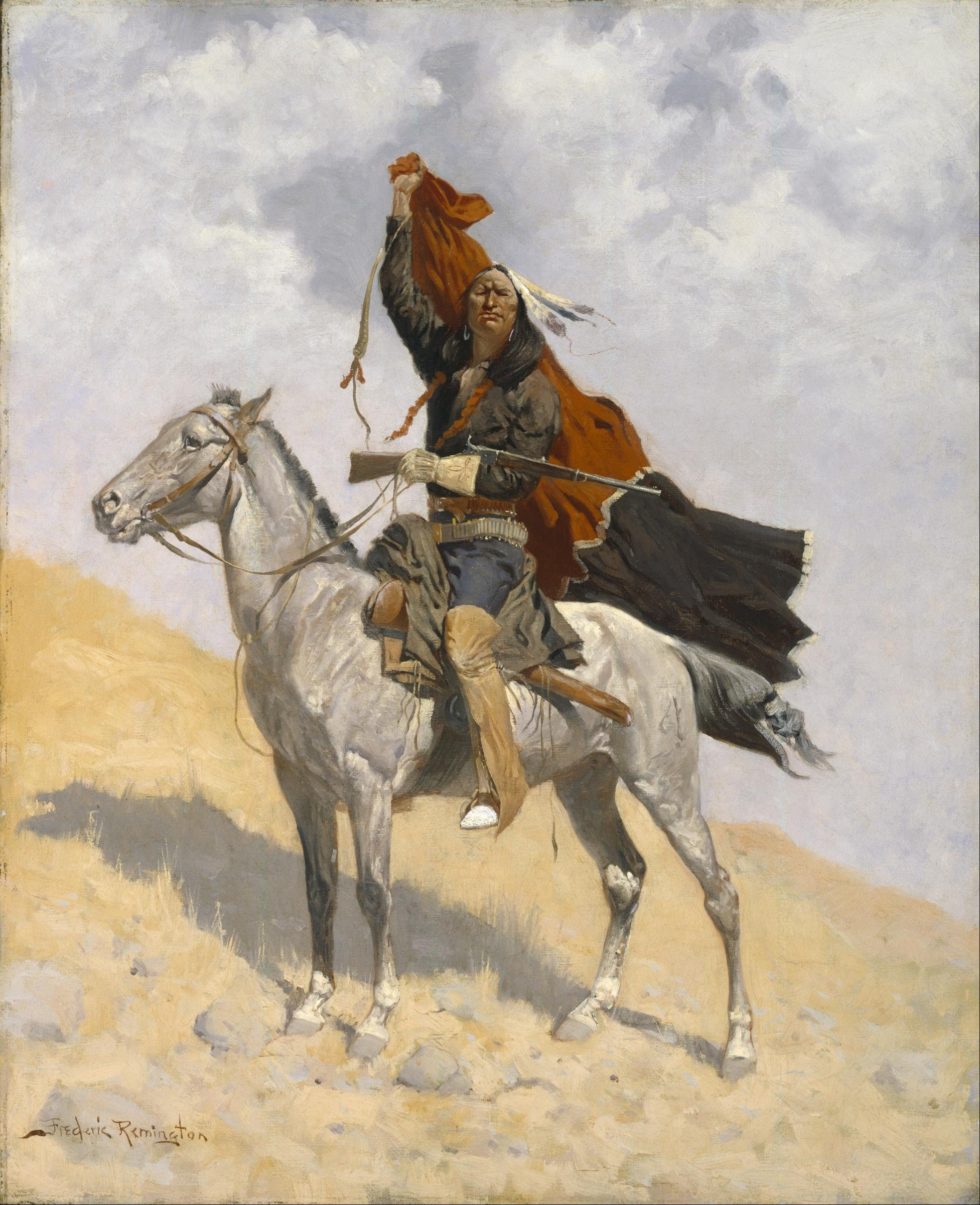
The Blanket Signal, 1894, olej na płótnie
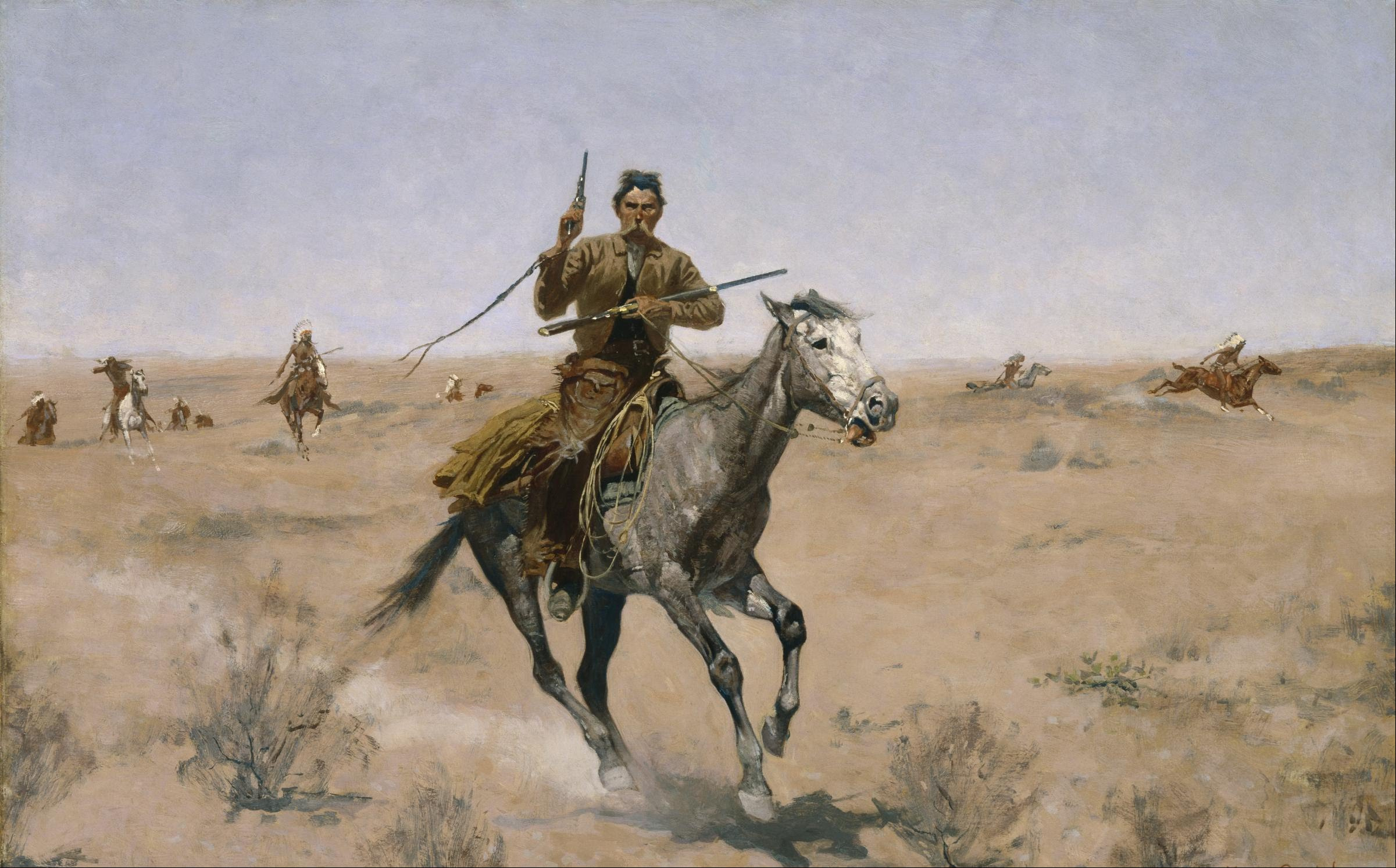
The Flight, 1895, olej na płótnie
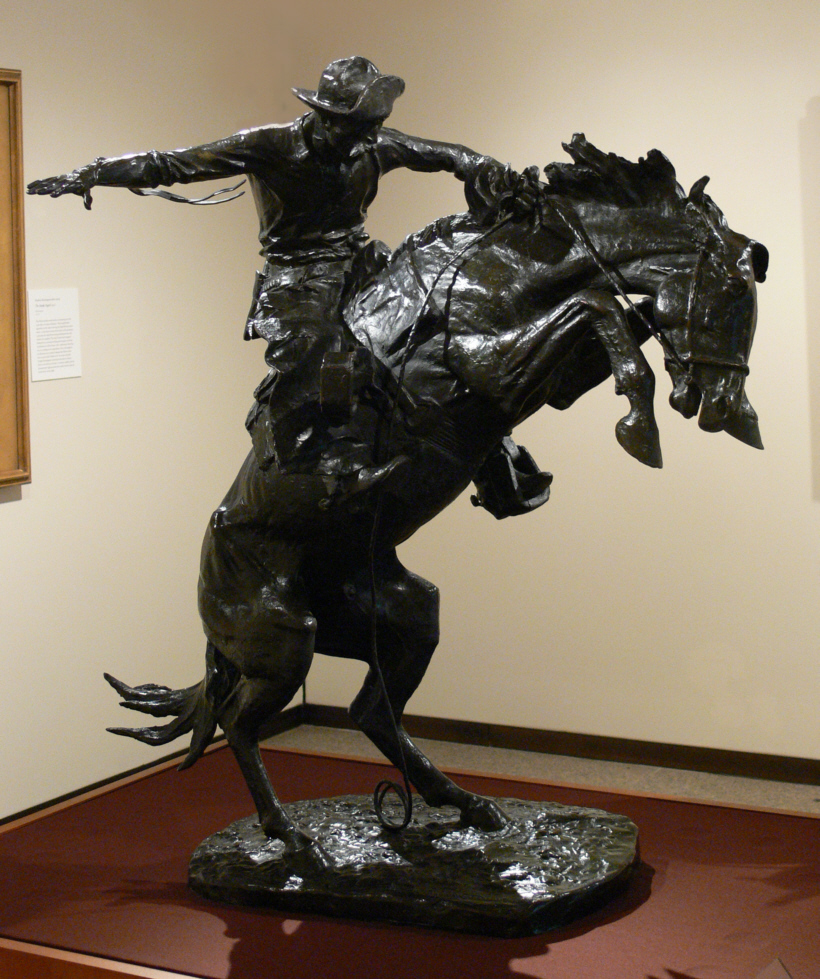
The Bronco Buster, 1895, rzeźba z brązu, Amon Carter Museum
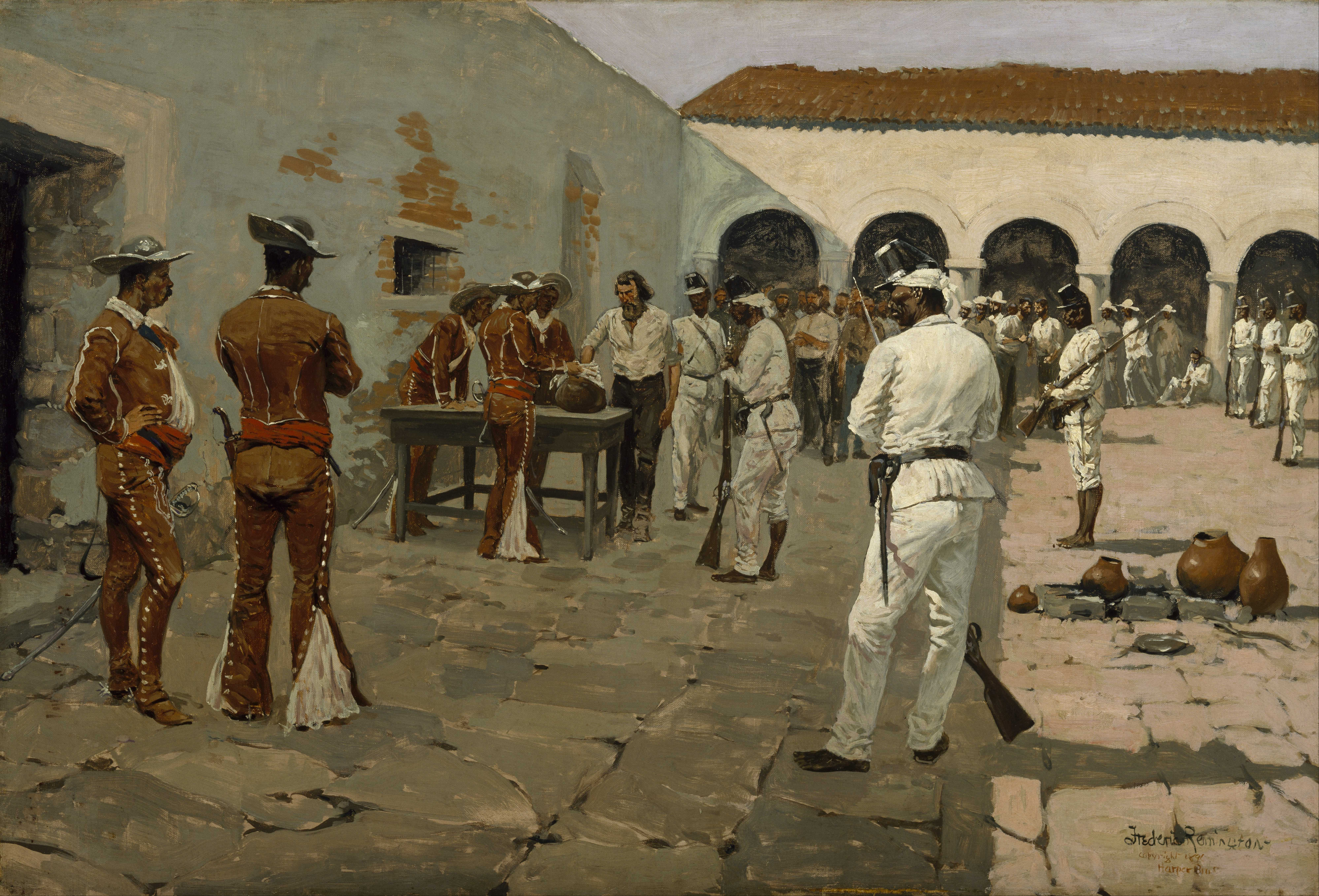
The Drawing of the Black Bean, 1896, olej na płótnie
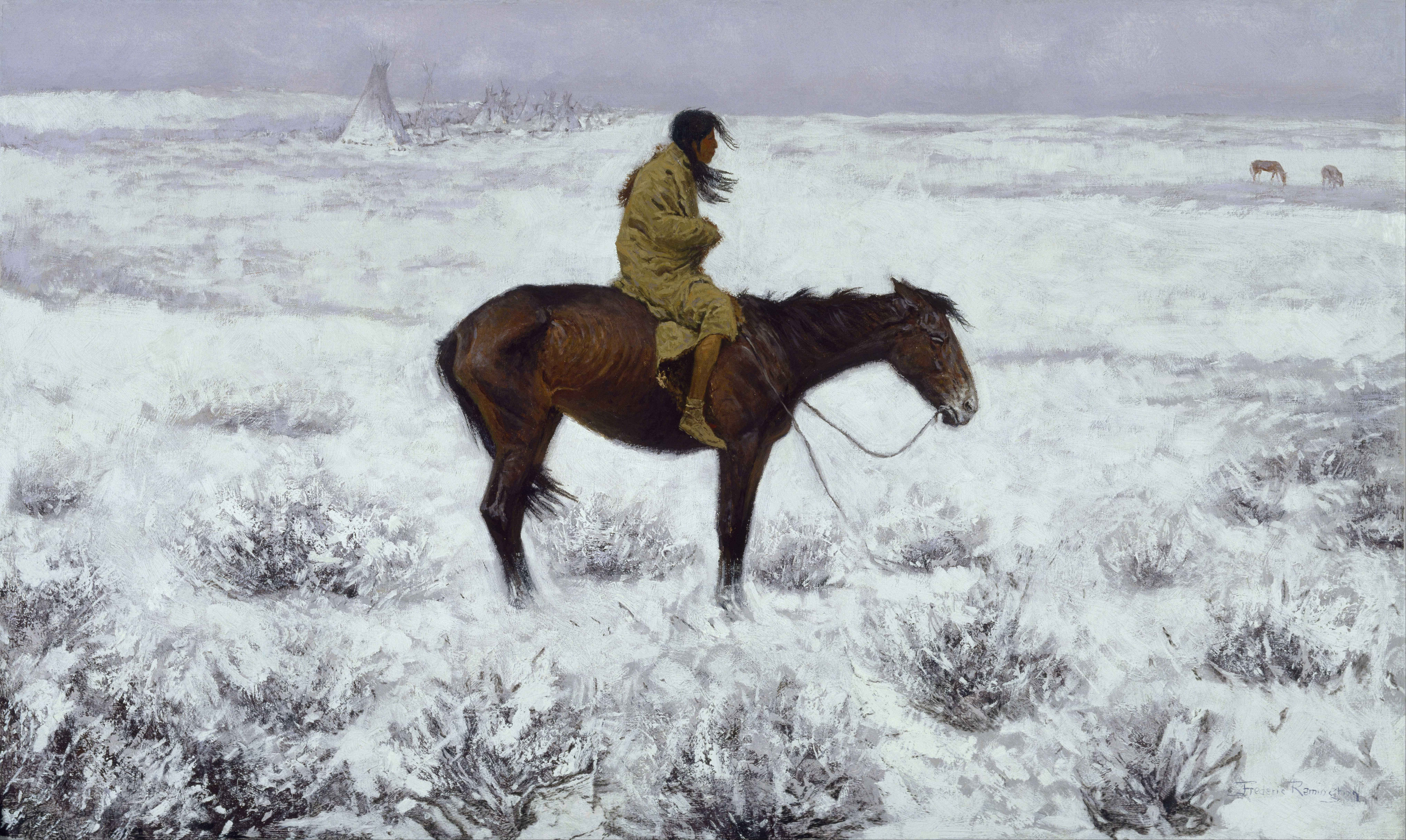
The Herd Boy, 1900, olej na płótnie
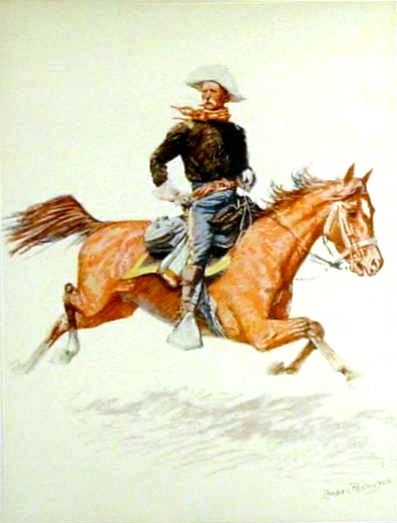
A Cavalry Officer, 1901, litografia
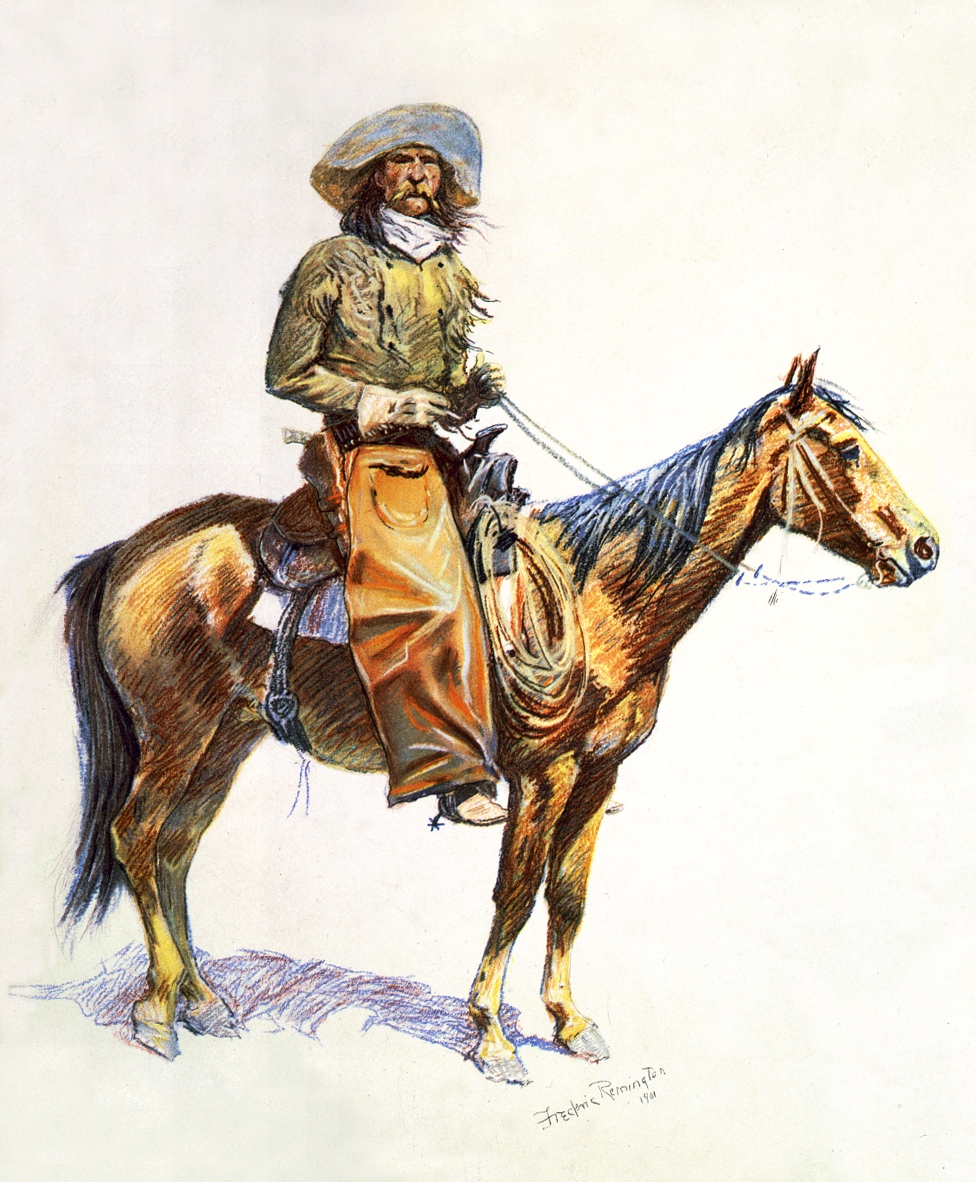
Arizona cow-boy, 1901, litografia
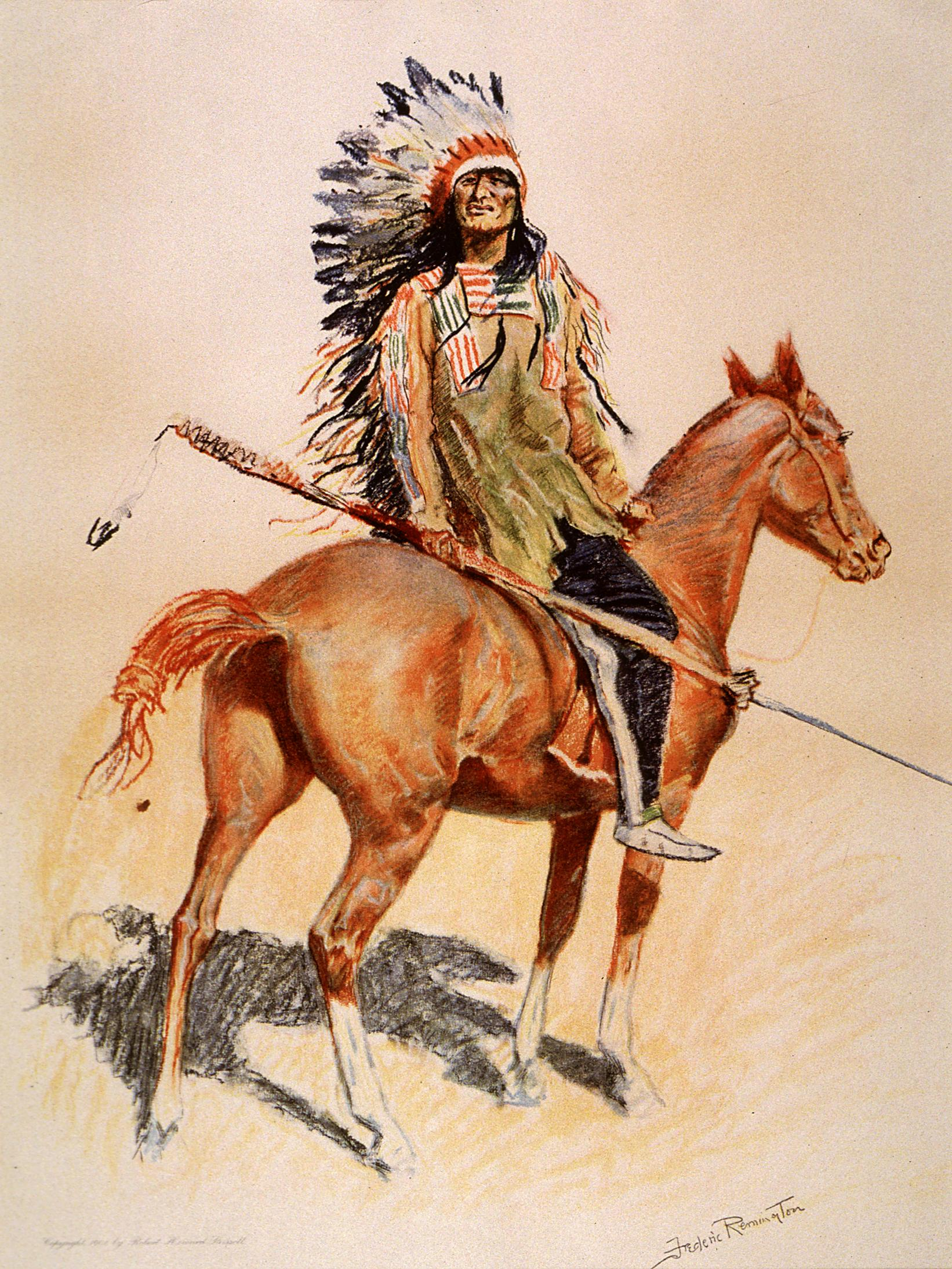
A Sioux Chief, 1901, litografia
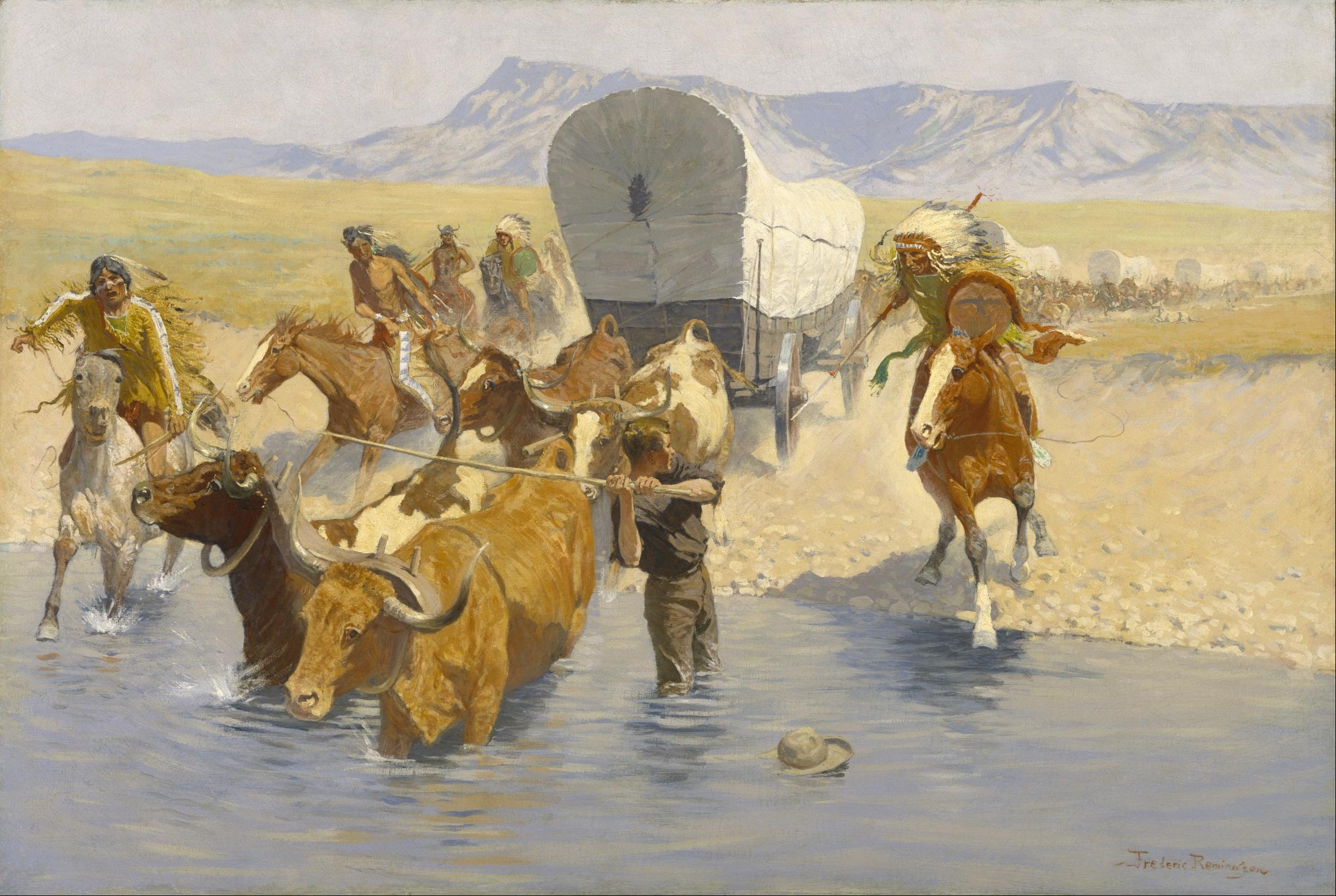
The Emigrants, 1902, olej na płótnie
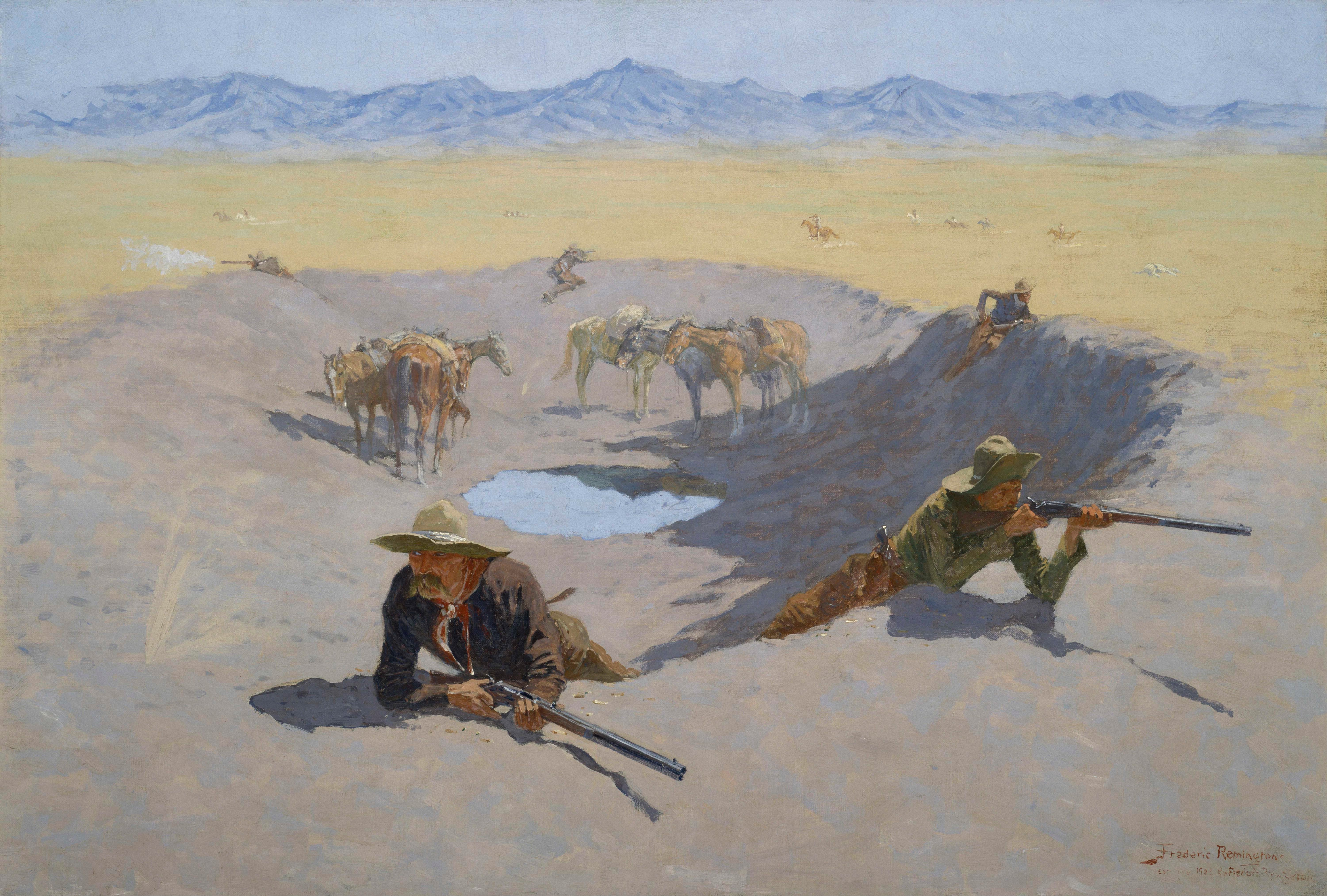
Fight for the Waterhole, 1903, olej na płótnie
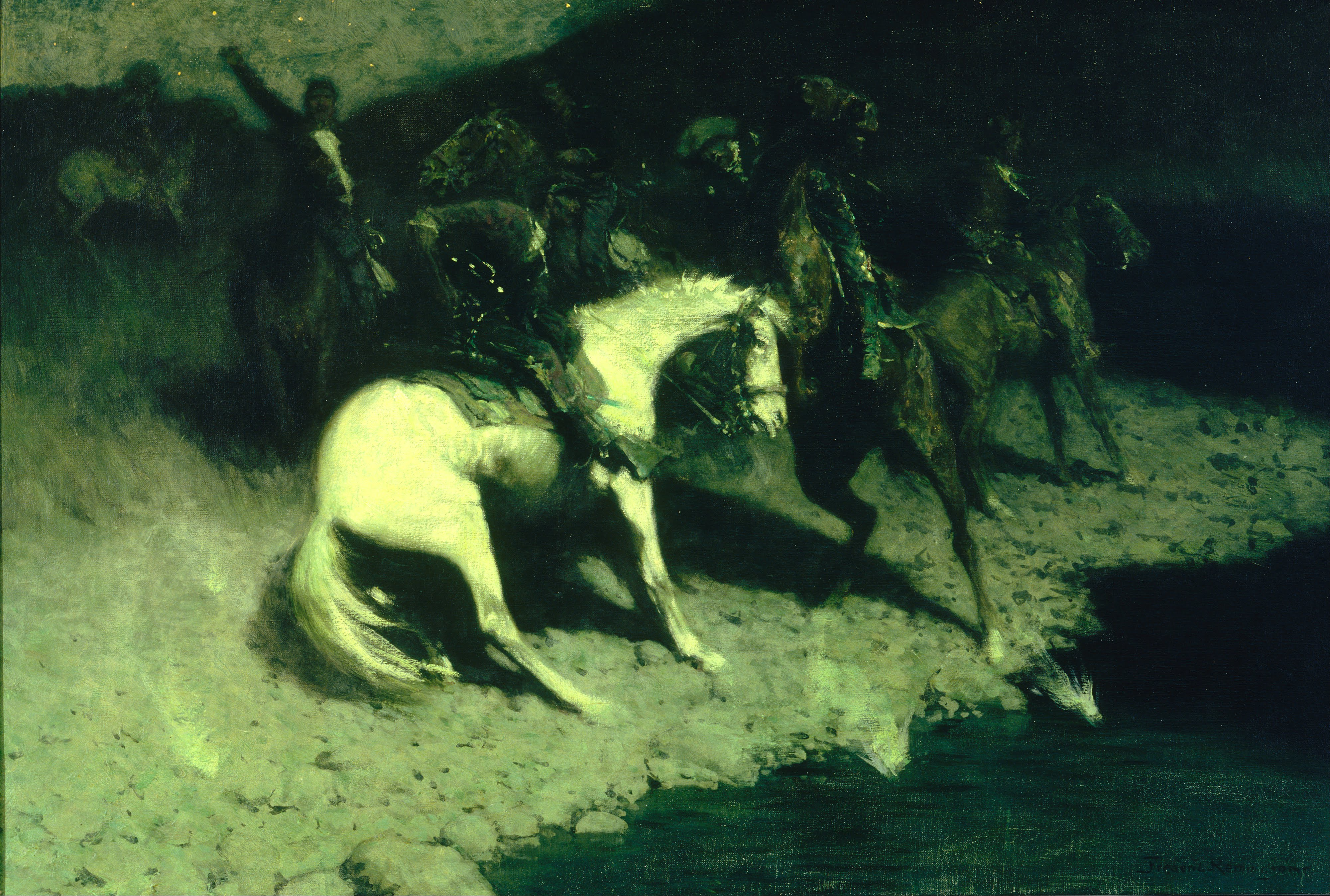
Fired on, 1907, olej na płótnie
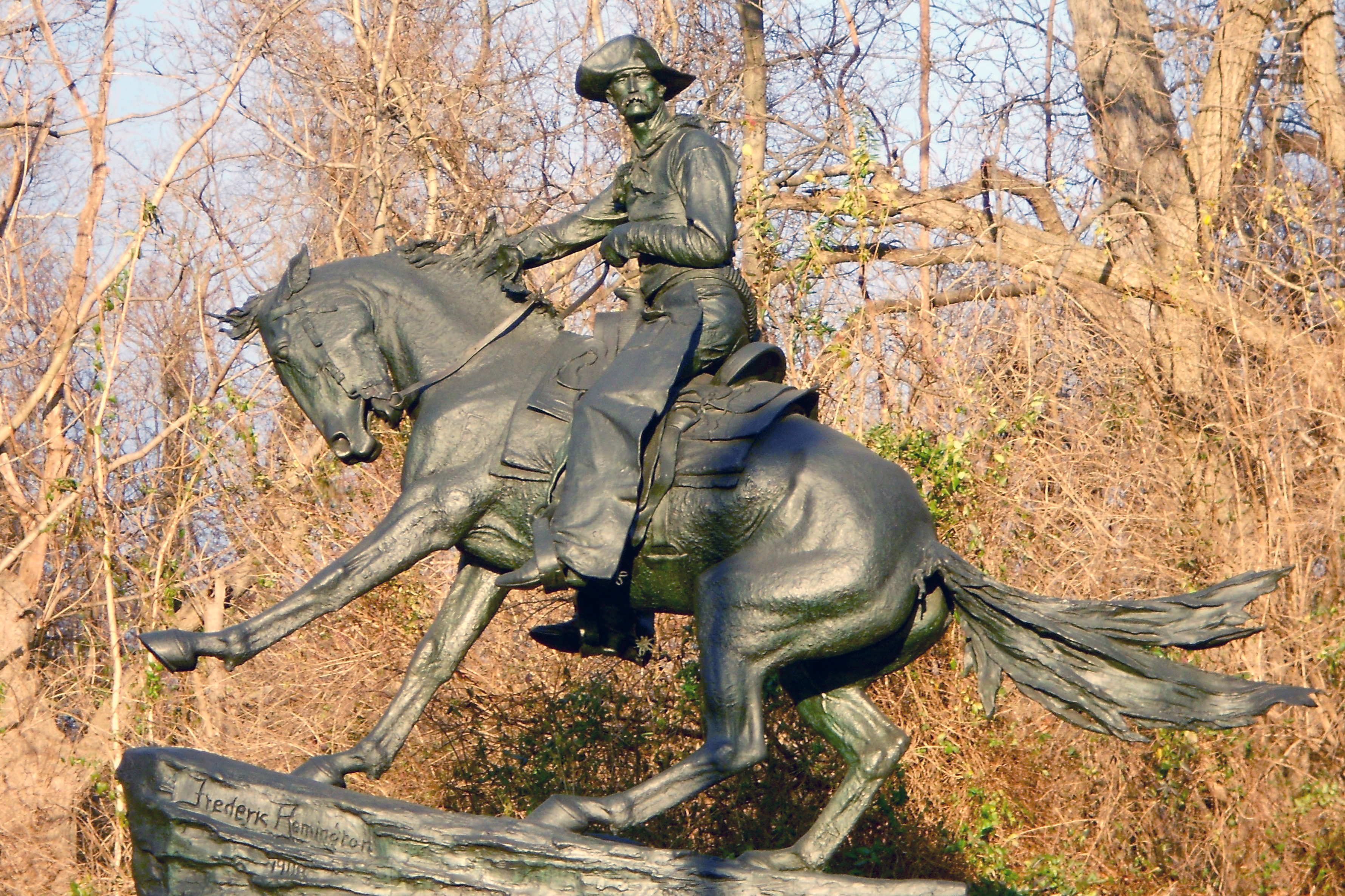
Cowboy, 1908, rzeźba z brązu, Fairmount Park w Filadelfii
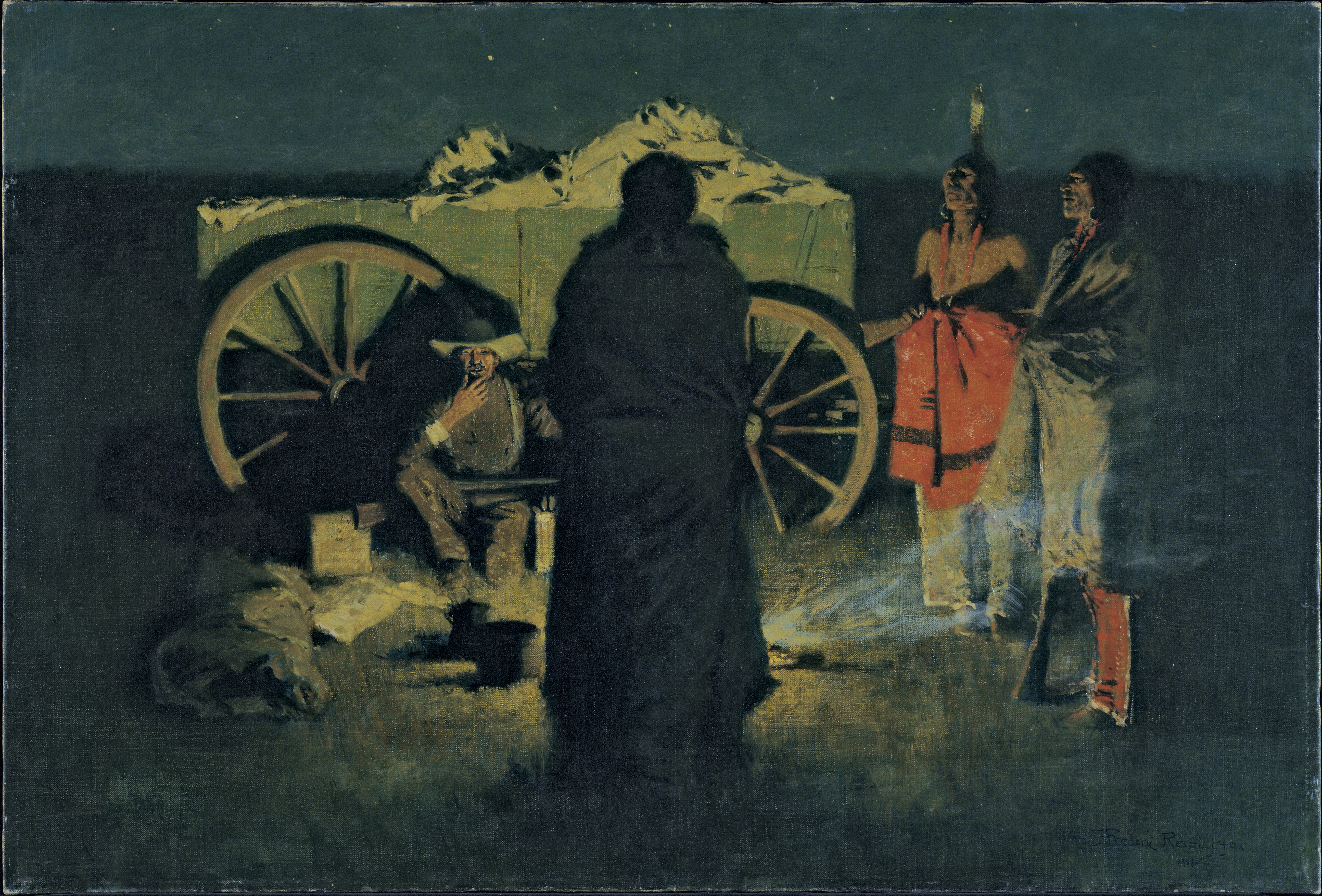
Shotgun Hospitality, 1908, olej na płótnie
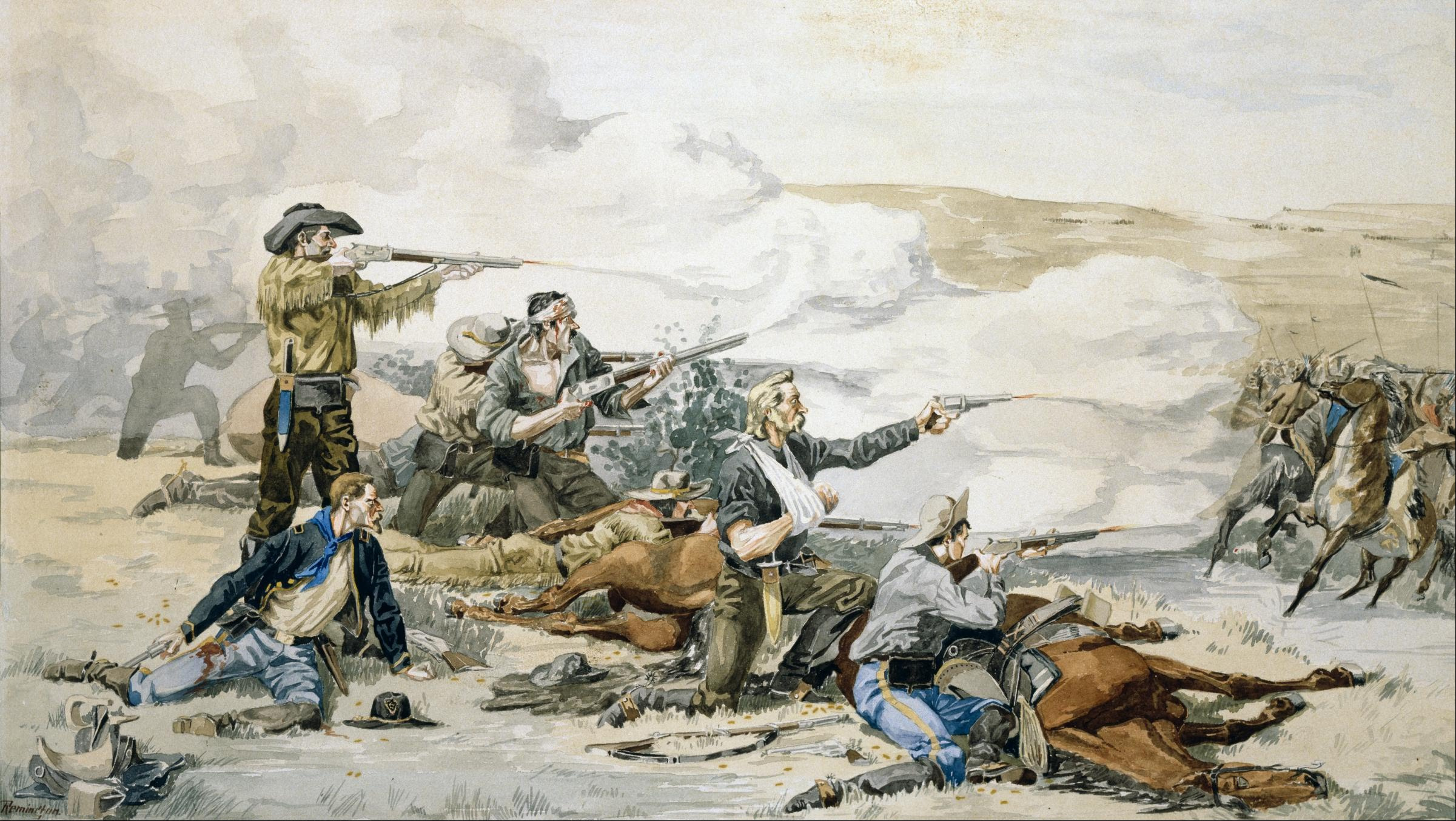
Battle of Beecher's Island, 1909, akwarela
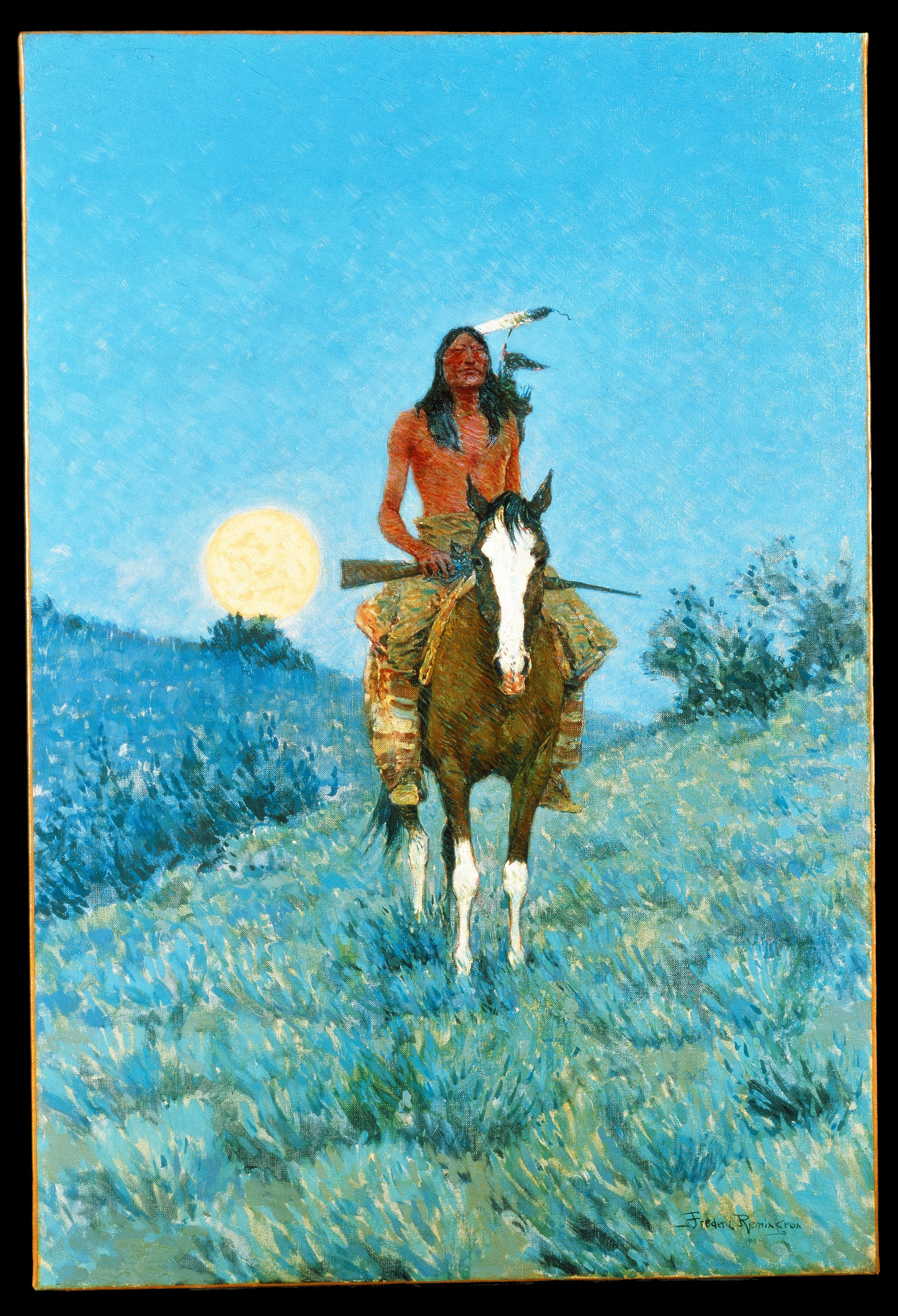
The Outlier, 1909, olej na płótnie